# لوسی آبدالیان
لوسی آبدالیان (ارمنی: Լյուսի Աբդալյան؛ انگلیسی: Lucie Abdalyan؛ ) یک بازیگر، نقاش و موسیقی‌دان اهل ارمنستان است. وی از سال میلادی تا کنون فعالیت می‌کند.

## زندگی‌نامه
وی در ۱۹۷۵ در بیروت به دنیا آمد . وی همچنین برندهٔ جوایزی همچون هایاک شده است. وی در مونترآل، نیویورک سیتی و ایروان سکونت دارد.

## نگارخانه

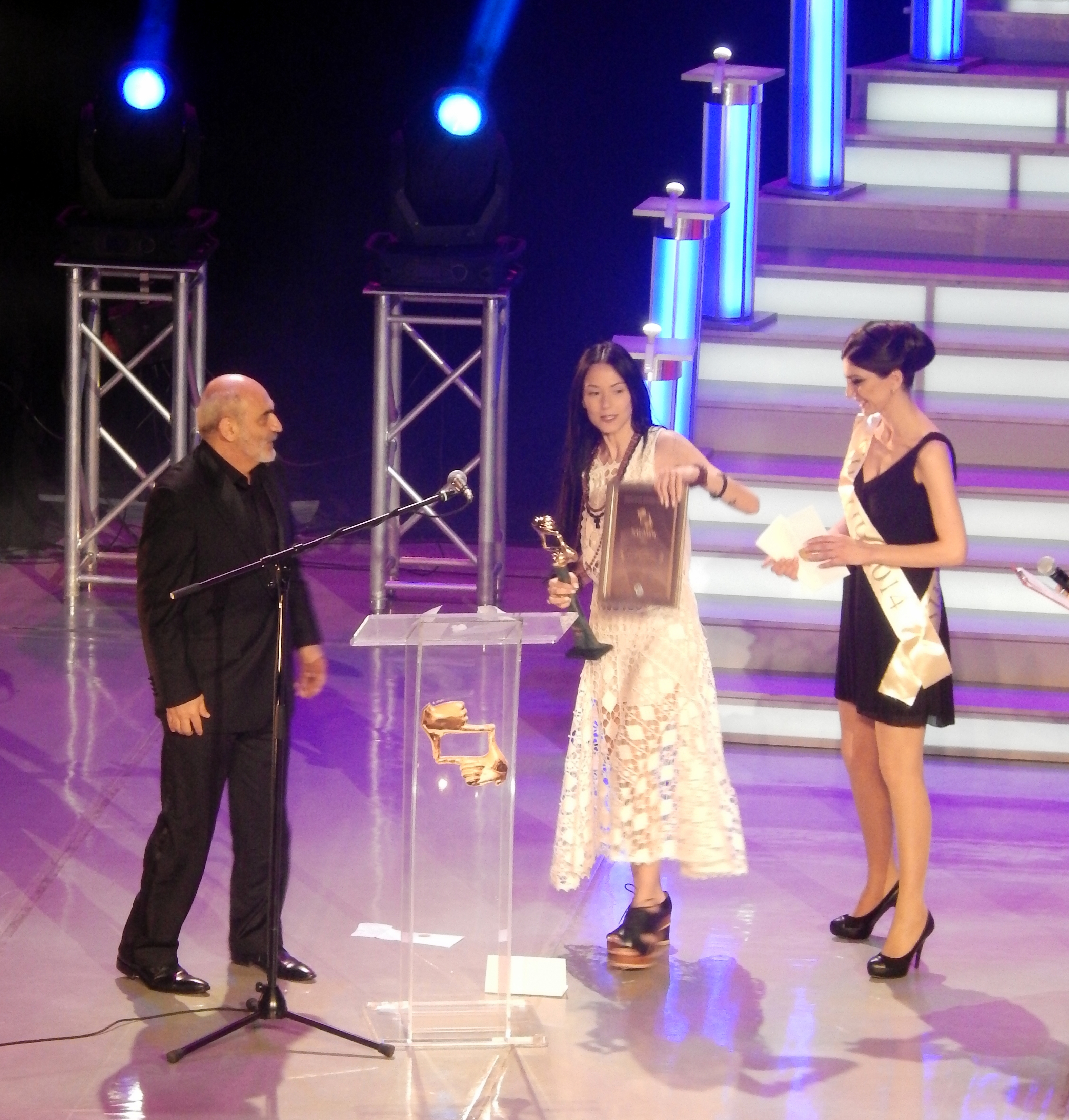
هنگام دریافت جایزه هایاک